# نووه دوور گدانسکی
نووه دوور گدانسکی (به لاتین: Nowy Dwór Gdański) یک شهرک در لهستان است که در استان پومرانی واقع شده‌است.

## خصوصیات
نووی دوور گدانسکی ۵٫۰۶ کیلومترمربع مساحت و ۱۰٬۱۷۱ نفر جمعیت دارد.